# Kleine Wache

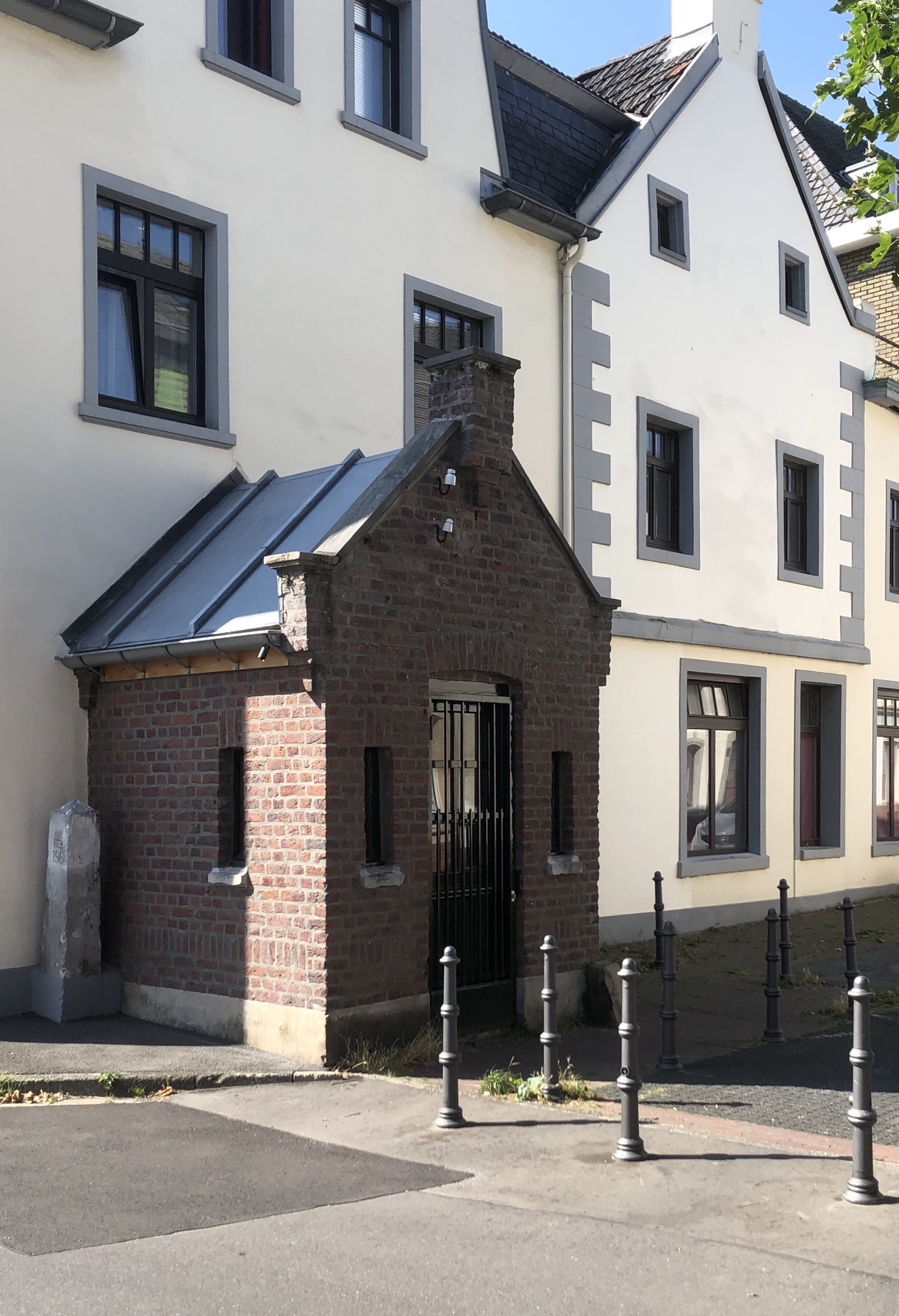
Kleine Wache, Blick von deutscher Seite aus Nordosten, 2020

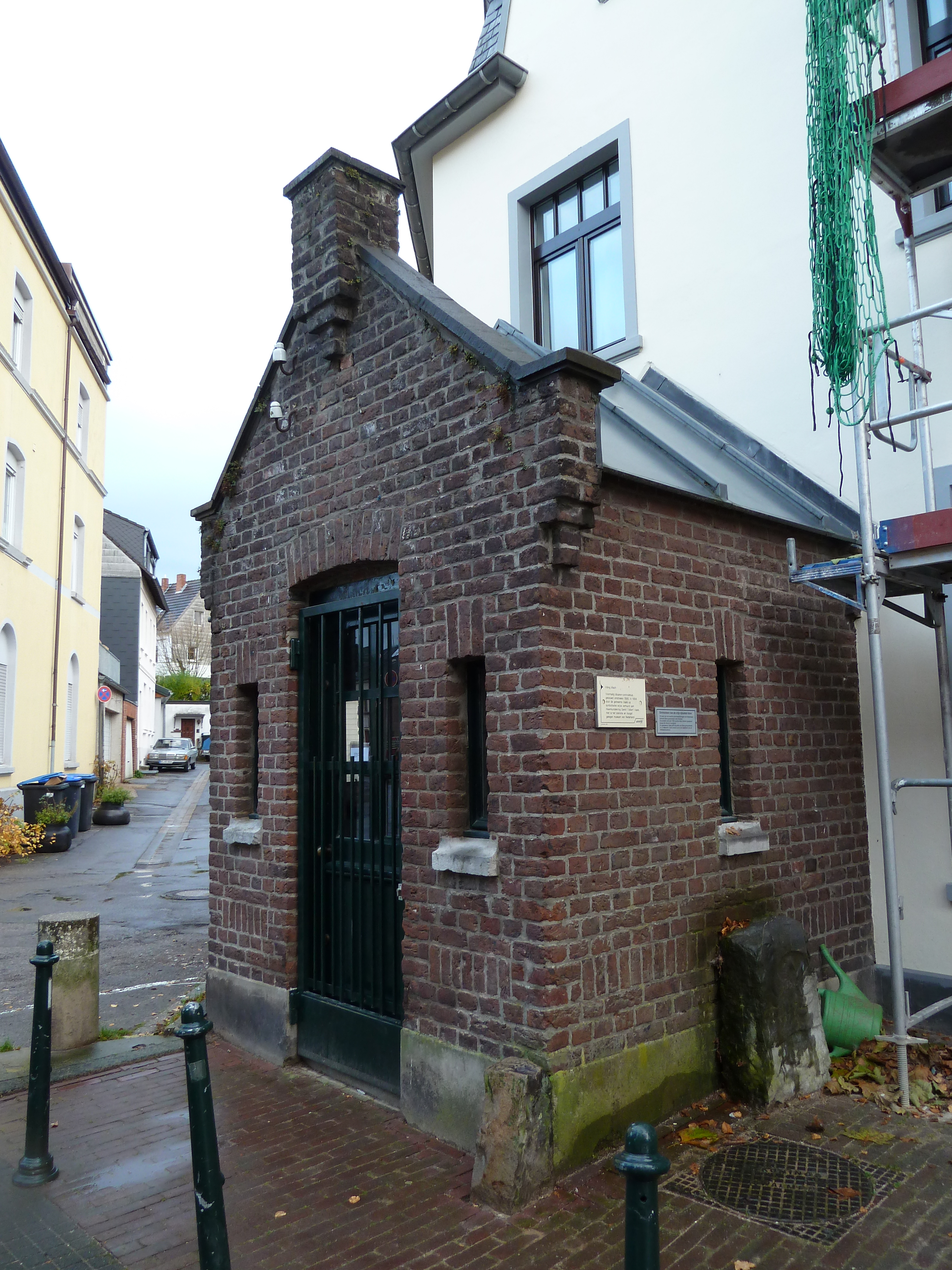
Blick von niederländischer Seite aus Nordwesten mit Adlerstein, 2010

Die Kleine Wache (limburgisch Kleng Wach) ist eine denkmalgeschützte Zollstation an der Grenze zwischen Deutschland und den Niederlanden im niederländischen Vaals. Es ist als Rijksmonument eingetragen und gilt zugleich als kleinstes Museum der Niederlande.

## Lage
Es befindet sich unmittelbar an der Grenze auf niederländischer Seite am östlichen Ende der Aachener Straße (Akenerstraat), an der Adresse Aachener Straße 2. Östlich der Wache, auf deutscher Seite, verläuft die zum Vaalserquartier in Aachen gehörende Alte Vaalser Straße. Unmittelbar östlich vor dem Gebäude befindet sich ein aus Blaustein gefertigter Adlerstein.

## Architektur und Geschichte
Der Grenzposten wurde um 1890 erbaut. Während des Ersten Weltkriegs wurde die Grenzübergangsstelle von niederländischer Seite mit Stacheldraht verschlossen, bis Anfang der 1920er Jahre eine Wiederöffnung des Übergangs erfolgte. Insbesondere die deutsche Bevölkerung konnte für einige Stunden für Einkäufe auf die niederländische Seite. Ende der 1930er Jahre wurde der Übergang mittels Eisenpfosten wieder verschlossen, diesmal von deutscher Seite. Im Zuge des Einmarschs deutscher Truppen in die Niederlande im Jahr 1940 wurde die feste Sperre entfernt und durch einen mobilen Stacheldrahtzaun ersetzt, um deutsche Truppenbewegungen zu ermöglichen. Nach Ende des Zweiten Weltkriegs wurde der Übergang von niederländischen Truppen und Zöllnern bewacht, aus dieser Zeit stammt die Bezeichnung als Kleine Wache. 1951 schloss die deutsche Seite den Übergang wieder vollständig mit einem eisernen Tor, den die Vaalser als Eisernen Vorhang bezeichneten. Ende 1959 öffnete das Tor dann für einige Stunden in der Woche. Noch bis in die späten 1970er Jahre wurde der Grenzübergang bewacht. Das eiserne Tor verschwand und wurde durch Betonpfosten ersetzt.
Mit Inkrafttreten des Schengener Abkommens wurden die dauerhaften Grenzkontrollen eingestellt. Das Wachhaus selbst gelangte 1993 in das Eigentum der Gemeinde Vaals. Es wurde dann an den Heemkundekring Sankt Tolbert vermietet, der dort das mit etwa 2 m² Fläche kleinste und auch höchstgelegene Museum der Niederlande einrichtete. Es umfasst neben Fotos auch Karten und Grenzsteine und befasst sich vor allem mit der Geschichte der Schmuggelei.